# Turnul fostei biserici „Sf. Nicolae” din Lugoj
Turnul fostei biserici „Sf. Nicolae” din Lugoj este un monument istoric aflat pe teritoriul municipiului Lugoj.
Fiind cel mai vechi vestigiu lugojean, acest turn a aparținut fostei biserici-mănăstire "Sfântul Nicolae", ctitorită, după toată probabilitatea, la cumpăna secolelor XIV - XV. Anterior a existat pe acest amplasament o biserică din lemn. Trecând prin vremuri grele și suferind degradări, biserica a fost renovată de cel puțin trei ori. Cea mai temeinică restaurare este terminată în 1726 cu sprijinul localnicilor de către Ioan Raț administratorul-șef al districtelor Lugoj, Caransebeș și Lipova. Cu acest prilej i se adaugă și turnul pe latura vestică, cu temelia din cărămidă, având volutele laterale în stil baroc.

Pe fațada acestuia s-au încastrat într-un chenar chipul Sfântului Nicolae în basorelief, iar în registrul de jos o piesă heraldică flancată de pisania : 
(RE)AEDIFICATA HAEC EC(C)LESIA PER ME IOANNEM RATZ DE MEHADIA, SUPREMUM PR(A)EFECTUM INCLYTORUM DISTRICTU(U)M LUGOS, CARANSEBES ET LIPPA. ANNO DOMINI 1726, DIE 19(A) JUNII.